# Unité cognitivo-comportementale
Pour les articles homonymes, voir UCC.
Une Unité cognitivo-comportementale ou UCC est un service d'hospitalisation au sein d'un service de Soins de suite et de réadaptation, destiné à l'accueil de personnes atteintes de maladie neurodégénérative de type maladie d'Alzheimer ou maladie apparentée de troubles psycho-comportementaux,,. L'unité permet une prise en charge temporaire à l'hôpital.

L'objectif de cette unité est de stabiliser, voire diminuer les troubles du comportement, d'assurer les soins préventifs d'une situation de crise, de maintenir ou améliorer l'adaptation aux actes de la vie quotidienne. 
Les patients admis en UCC doivent présenter un ou des troubles du comportement tels que l'hyperémotivité, des hallucinations, la déambulation, de l'agitation, un syndrome délirant, troubles du sommeil aggravé. 